# 암파로 영장

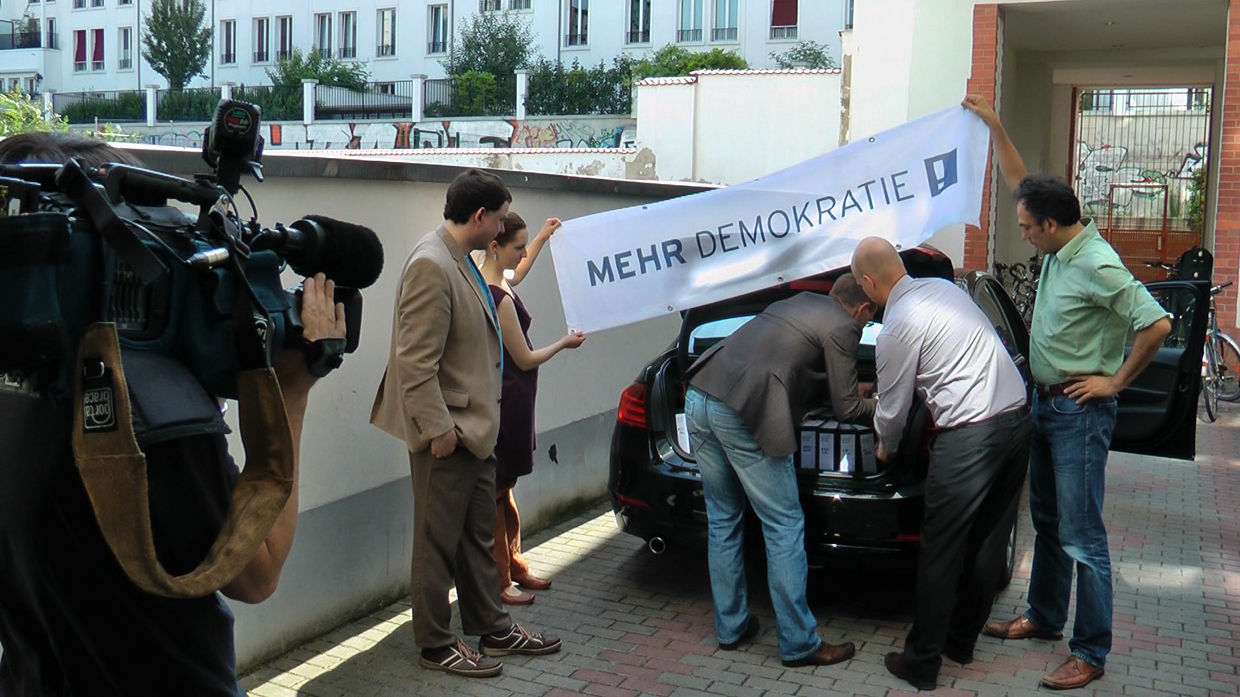

암파로 영장(recurso de amparo 또는 juicio de amparo)은 헌법적 권리에 의해 보호 받는 법적 구제 장치이다. 주로 스페인어권 국가들에서 보이는 법적 제도로, 암파로는 개인의 권리를 보호하는 가장 효과적이고 경제적인 방법이다.
암파로 영장은 일반적으로 헌법재판소나 대법원에 의해 발급되며, 국민의 기본권을 보호하기 위함 또는 헌법을 위반하는 국가 법률로부터 헌법을 지키기 위한 수단으로 이용된다. 결과적으로 암파로는 브라질의 인신보호영장(mandado de segurança)이나 독일의 헌법소원(Verfassungsbeschwerde)과 유사하다.

## 같이 보기
- 인신보호청원